# 拉卜杜雷区
拉卜杜雷區是索馬利亞的一個區，位於該國東南方的巴科勒州，首府為拉卜杜雷。

## 外部鏈結
- Districts of Somalia （页面存档备份，存于）
- 巴科勒州行政區域圖 （页面存档备份，存于）